# Maite Perroni
Pour les articles homonymes, voir Maïté (homonymie).
Maite Perroni Beorlegui, née à Mexico le 9 mars 1983, est une actrice et chanteuse mexicaine. Elle est devenue célèbre grâce à la telenovela mexicaine Rebelde où elle a interprété Guadalupe « Lupita » Fernández, et de laquelle est issu le groupe RBD. Elle est surtout connu du public français pour la série de Netflix Sombre Désir,.

## Biographie
Maite Perroni Beorlegui est née à Mexico mais a grandi à Guadalajara jusqu'à l'âge de 12 ans, lorsque sa famille est revenue vivre à Mexico. Elle a deux frères plus jeunes, Adolfo (né en 1986) et Francisco (né en 1992).
Dans sa petite enfance, Maite Perroni était encline à jouer et figurait dans de nombreuses publicités télévisées et dans certains vidéoclips. À l'école, elle était impliquée dans le théâtre, l'art, le chant et la danse. Elle a également participé en tant que danseuse à un spectacle de Disney Channel. Après avoir terminé ses études secondaires, Maite Perroni s'est inscrite au Centro de Educación Artística (CEA), une école d'art dramatique dirigée par Televisa. Elle a obtenu son diplôme et a décroché le rôle de Guadalupe « Lupita » Fernandez, dans la telenovela mexicaine Rebelde. Elle était l'un des six protagonistes aux côtés d'Anahí, Dulce María, Christian Chávez, Alfonso Herrera et Christopher Uckermann. La série a duré trois saisons.
À travers le groupe de musique dont elle faisait partie, RBD, elle est une artiste primée qui produit des concerts à guichets fermés à travers le Brésil, le Mexique, l'Espagne et l'Équateur. Son premier album solo, Eclipse de Luna, est sorti sur le label Warner Brothers sorti en août 2013. Il a rapidement grimpé au numéro 3 du tableau des albums mexicains et au numéro 2 du Billboard Latin Pop Albums. En 2014, elle a lancé sa propre ligne de vêtements, connue sous le nom de Colección Maite Perroni. Elle a organisé des spectacles prestigieux tels que les « Prix Lo Nuestro 2015 » et « La 25e cérémonie annuelle de remise des prix du patrimoine hispanique ».
La carrière de Maite à la télévision a commencé lorsqu'elle a joué dans le telenovela (feuilleton) Rebelde. Le groupe remporté plusieurs prix, dont celui du « meilleur groupe de l'année », du « meilleur album de l'année », du « meilleur concert » et de la « meilleure chanson de l'année ». RBD a vendu plus de 50 millions de disques et des salles entièrement vendues telles que "Estadio Maracaná" au Brésil, Madison Square Garden à New York, Los Angeles Memorial Coliseum, American Airlines Arena à Miami, Estadio Vicente Calderón en Espagne, Auditorio Nacional et Palacio de Los Deportes à Mexico entre autres.
Sa popularité a été cimentée en 2008 quand elle a été sélectionnée par la jeunesse mexicaine pour devenir l'une des premières femmes latines à se faire fabriquer une poupée Barbie emblématique. La Maite Perroni Barbie a été un succès au Mexique, ailleurs en Amérique latine, aux États-Unis et en Espagne.
En 2012, Maite a interprété les rôles principaux dans les versions en langue espagnole de plusieurs films tels que El Origen de los Guardianes.
Elle a remporté de nombreux prix, dont celui de la "Meilleure jeune actrice" du prix Tvynovelas pour le feuilleton Cuidado con el Ángel, "L'artiste des médias sociaux le plus populaire 2011", "Prix Alta Inspiration" 2016 d'Alt Med, "Meilleure actrice dans un rôle principal" du prix Tvynovelas et "Meilleure actrice préférée" au Premios Juventud 2016, toutes deux pour le feuilleton Antes Muerta Que Lichita.
Elle a sorti son premier album solo en 2013, intitulé Eclipse de Luna. Le clip vidéo du premier single de l'album, Tu y Yo, a eu lieu lors du "Premios Juventud 2013" (2013 Youth Awards), diffusé sur Univision et vu par plus de 13 millions de téléspectateurs. Le CD a atteint la deuxième place du palmarès Latin Pop des États-Unis.
En juillet 2016, elle a sorti le single Adicta. Au cours de cette année, elle a également remporté de nombreux prix de musique tels que "Meilleur artiste féminin latin / Meilleure vidéo féminine latine - Adicta" aux "Prix de musique italienne latino 2016" et "Artiste de l'année latine" de "La Caja de Música" en Espagne.
Reconnue pour sa beauté, Maite a été sélectionnée pour figurer parmi les dix meilleures des "100 plus beaux visages 2016" de TC Candler - la seule Mexicaine inscrite sur la liste depuis 5 ans[réf. souhaitée]. Elle a également été classée "Les 50 plus belles personnes du monde" par People Magazine[réf. souhaitée] en Español pendant 8 années consécutives. Maite est depuis longtemps ambassadrice de la marque Proactiv sur le marché hispanique américain.
Maite parle couramment l'espagnol et l'anglais. Elle est ambassadrice de la PADF, une organisation ayant pour mission de sensibiliser et de combattre le travail des enfants. Variété a choisi Maite comme l'un des «10 meilleurs Latinas à surveiller» en 2015. Maite est depuis longtemps ambassadeur de la marque Proactiv sur le marché hispanique américain. Elle a également un contrat d'enregistrement avec Warner Music.
De 2019 à 2021, on peut la voir sur Prime Video dans la série El juego de las llaves qui compte à ce jour trois saisons. La comédienne ne joue que dans les deux premières saisons.
En 2020, elle est devenue la vedette de la série de Netflix Sombre Désir, qui a été regardée par 35 millions de comptes dans le monde au cours de ses 28 premiers jours, et est devenu la première saison non anglophone la plus populaire et s'est classée dans le Top 10 dans 77 pays. Elle a tourné une deuxième saison en 2022.
Elle a ensuite tourné plusieurs films au cinéma et pour Netflix un épisode de la série Qui a tué Sara ? (dans lequel elle reprend son rôle d'Alma Solares de Sombre Désir  et une autre TRÍADA.

## Télévision

### Telenovelas
- 2004-2006 : Rebelde - (Televisa) : Guadalupe "Lupita" Fernández
- 2008-2009 : Cuidado con el ángel (Televisa) : María de Jesús Velarde "Marichuy"
- 2009 : Mi pecado (Televisa) : Lucrecia Córdoba Pedraza
- 2010-2011 Le Triomphe de l'amour (Triunfo del amor) (Televisa) : María Desamparada
- 2012 : Cachito de cielo (Televisa) : Renata Landeros de Franco
- 2014 : La Gata (Televisa) 120 épisodes : Esmeralda de la Santacruz Bravo del Castillo (la Gata)
- 2015 : Antes muerta que lichita : Alicia Gutièrrez López " Lichita"
- 2017 : Papá a toda madre (Televisa) : Renée Sánchez Moreno "Renée"
- 2019-2024 : El juego de las llaves (Prime Video) : Adriana "Adri" Romero

### Séries
- 2005 : La energía de Sonric'slandia : Guadalupe 'Lupita' Fernández
- 2007 : RBD: La familia Televisa : May
- 2010 : Killer Women (Mujeres asesinas) (Televisa) : Estela
- 2020 : Herederos por accidente 13 épisodes : Lupe
- 2020-2022 : Sombre Désir : Alma Solares-Quintana
- 2022 : Qui a tué Sara ? : Alma Solares-Quintana (saison 3, épisode 3)
- 2022 : TRÍADA [9] (8 épisodes) : Rebecca Becca Fuentes/Tamara Sánchez/Aleida Trujano

### cinéma
- 2012 : El arribo de Conrado Sierra : Ninfa Alcántara
- 2015 : Selección Canina :  Maite Terranova (voix)
- 2015 : Un gallo con muchos huevos : Di (Voix)
- 2016 : Perritos al mundial : Maite (Voix)
- 2018 : Dibujando el Cielo  : Sofia
- 2019 : ¡Viva la Revolución!  (court métrage) : Mrs. Guevara
- 2019 : Doblemente Embarazada  : Cristina
- 2021 : La course aux oeufs  :  Di (Voix)
- 2022 : Un coq congelé  : Di (Voix)
- 2022 : Sin ti no puedo  : Blanca
- 2022 : La octava cláusula  : Cat - Wife
- 2024 : El Roomie

### Théâtre
- Cats puesta en escena escolar
- Cyrano de Bergerac
- Ciclo Teatro experimental
- Usted tiene ojos de mujer fatal
- Los enamorados
- Las cosas simples

### Premios TVyNovelas
- 2006 : Mejor tema musical
- 2009-2010 : Mejor actriz juvenil : Cuidado Con el Angel
- 2012 : Mejor actriz : Triunfo del amor

: mejor tema musical : «A partir de hoy» por Marco Di Mauro[pas clair]
: Artista más popular de las redes sociales[pas clair]
- 2015 : Mejor actriz : La gata
- 2016 : Mejor actriz protagónica : Antes muerta que Lichita
- 2018 : la mejor actriz protagónica pour Papá a toda madre

## Musiques

### Avec RBD
- Rebelde
- Nuestro Amor / Nosso Amor
- Celestial / Celestial (en portugais)
- Rebels
- Empezar Desde Cero
- Para Olvidarte De Mi

### En Solo
- 2013 : Eclipse De Luna
- 2014 : Todo Lo Que Soy (Avec Álex Ubago)
- 2016 : Nouvel Album (titre inconnu)
- 2016 : Adicta
- 2017 : Asi Soy
- 2017 : Loca, (Avec. Cali & El Dandee)
- 2018 : Como Yo Te Quiero, (Avec Alexis y Fido)
- 2018 : Bum Bum Dale Dale, (Avec Reykon)
- 2019 : Roma (Avec. Mr. Rain)
- 2019 : Sin ti (Avec. Juan Magán, Axel Muniz)

## Vie privée
- En couple avec le musicien Koko Stambuk  de 2013 à 2020.
- Mariée avec le producteur Andrés Tovar (9 octobre 2022-). Une fille : Lia (2023)